# برنامج أرييل

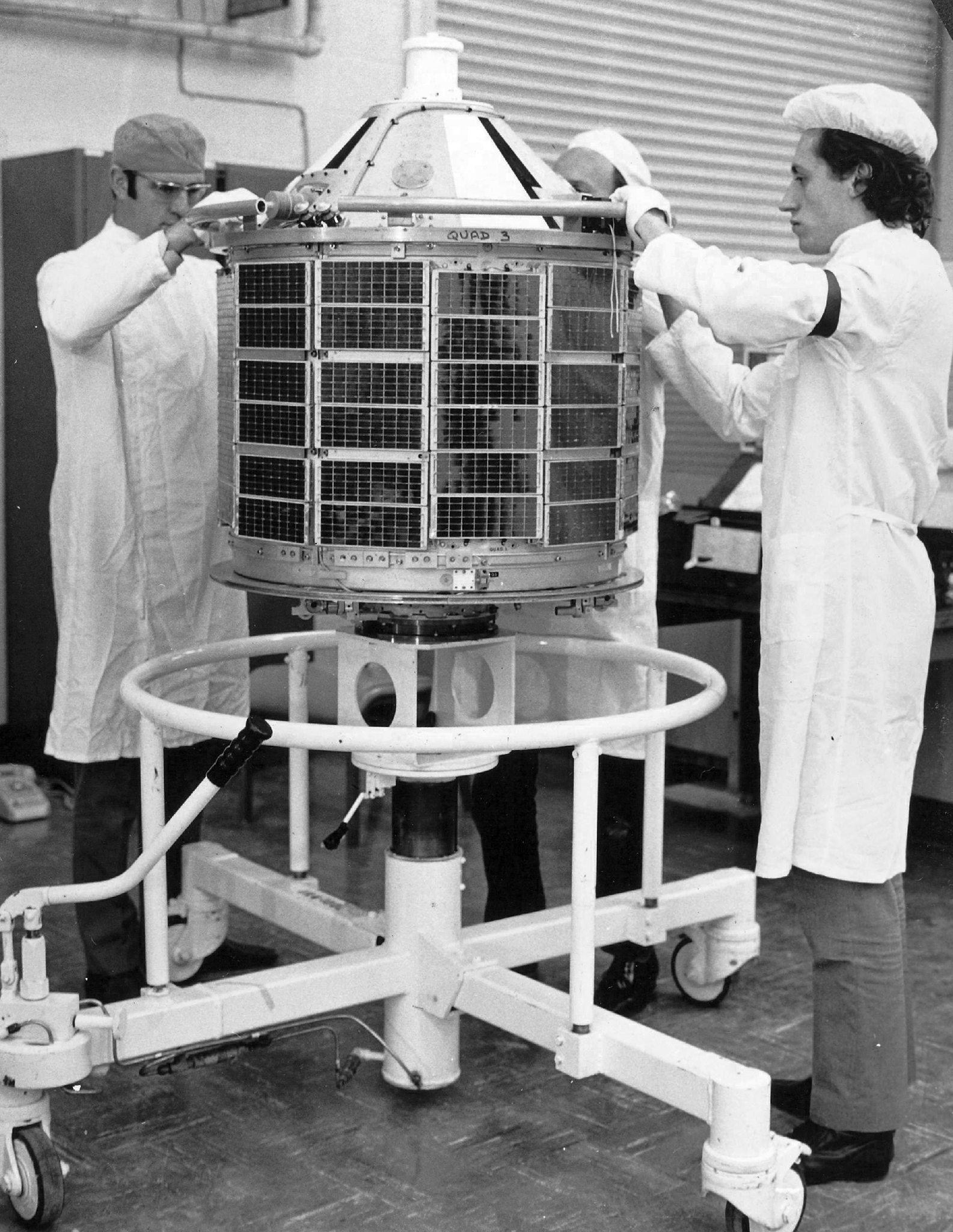

برنامج أرييل (بالإنجليزية: Ariel programme)‏ كان برنامج قمر اصطناعي فضائي بريطاني أُجري بين بداية العقد 1960 و1980 من أجل البحوث الفلكيَّة. أُطلق من هذا البرنامج الفضائي ستَّةُ أقمار اصطناعيَّة كان أولها هو القمر الاصطناعي أرييل 1 الذي أُطلق في 26 أبريل من عام 1962 بينما كان آخرها هو أرييل 6 في 2 يونيو 1979. كانت الأقمار الاصطناعيَّة الأربعة الأولى هي لدراسة الغلاف الأيُوني بينما القمرين الاصطناعيين الأخيريين كانا لدراسة علم فلك الأشعة السينيَّة والأشعة الكونيَّة.
أُجري هذا البرنامج الفضائي من قبل معهد بحوث العلوم والهندسة البريطاني. لقد أطلقت ناسا أول قمرين اصطناعيين من هذا البرنامج، عن طريق مركبة فضائيَّة صُنعتها بريطانيا، في حين أن جميع الأقمار الاصطناعية مع المركبة الفضائيَّة البريطانيَّة أُطلقت نحو الفضاء عن طريق صواريخ أمريكية. كان أول إطلاق قمر اصطناعي أرييل 1 عن طريق صاروخ Thor-Delta بينما الخمسة الباقية عن طريق Scout.

## الأقمار الاصطناعية
| القمر الاصطناعي | تاريخ الإطلاق | الصاروخ الحامل | موقع الإطلاق                      | بطاقة تعريف لجنة أبحاث الفضاء | مُلاحظات                                                      |
| --------------- | ------------- | -------------- | --------------------------------- | ----------------------------- | ------------------------------------------------------------ |
| Ariel 1         | 1962-04-26    | Thor-Delta     | قاعدة كيب كانافيرال للقوات الجوية | 1962-015A                     |                                                              |
| Ariel 2         | 1964-03-27    | Scout          | مرفق والوبس للطيران               | 1964-015A                     |                                                              |
| Ariel 3         | 1967-05-05    | Scout          | قاعدة فاندنبرغ الجوية             | 1967-042A                     | أول قمر اصطناعي تم تصميمه وإنشاؤه في المملكة المتحدة         |
| Ariel 4         | 1971-12-11    | Scout          | قاعدة فاندنبرغ الجوية             | 1971-109A                     |                                                              |
| Ariel 5         | 1974-10-15    | Scout          | مركز تحكم سان ماركو               | 1974-077A                     | مركز عمليات التحكم بالقمر الاصطناعي في مختبر رذرفورد أبليتون |
| Ariel 6         | 1979-06-02    | Scout          | مرفق والوبس للطيران               | 1979-047A                     | آخر الأقمار الاصطناعيَّة من هذا البرنامج                       |